# Cerro la Peñuela
El cerro la Peñuela es un cerro de México situado en el municipio de Almoloya, en el estado de Hidalgo, en la parte oriental del país, a 100 km al noreste de la Ciudad de México.
La altitud del cerro la Peñuela es 3380 m s. n. m., o 132 m por encima del terreno circundante. La amplia base es de 2,0 km. Es el punto más elevado del estado de Hidalgo.
La ciudad más cercana es Almoloya, a 18,9 km al oeste. Las vegetación alrededor del cerro son casi puros arbustos y en la región cercana los  valles son muy comunes.
La temperatura promedio es de 14 °C. El mes más caluroso es mayo, con 18 °C, y el mes más frío es enero, con 12 °C. La precipitación media es de 747 mm/año. El mes más lluvioso es julio, con 151 mm de lluvia, y el mes más seco es enero, con solamente 1 mm.